# Thyreoïdperoxidase-antistoffen
TPO-antistoffen  zijn een sensitieve marker (sensitiviteit van 95%) voor auto-immuunschildklierziekten. Ze zijn echter niet heel specifiek. Heel hoge titers anti-TPO kunnen gemeten worden bij hypothyreoïdie, bijvoorbeeld bij de ziekte van Hashimoto, maar ze komen ook frequent voor bij hyperthyreoïdie, bijvoorbeeld bij de ziekte van Graves.
TPO-antistoffen kunnen bepaald worden in het klinisch chemisch laboratorium.